# Danska nogometna reprezentacija
Danska nogometna reprezentacija predstavlja Dansku na međunarodnim nogometnim natjecanjima i pod vodstvom je Danskog nogometnog saveza. Reprezentacija postoji od 1908. Nadimak im je Danski dinamit. Domaće utakmice igraju na Parken stadionu u Østerbrou, a zadnji izbornik reprezentacije je bio Morten Olsen.
Sastav je osvojio dvije srebrne olimpijske medalje, 1908. i 1912., i bio je rangiran kao br. 1 u svijetu većinu vremena u razdoblju od travnja 1914. do travnja 1920. U razdoblju od 1921. do 1930., razina izvedbe je malo opala. Sastav se nalazio između 3. i 13. mjesta Elo ljestvice. Izvedbe sastava dosegle su najnižu razinu između 1955. i 1983., kad se nalazio izvan top 25 Elo ljestvice za cijelo razdoblje. Tijekom tog crnog razdoblja reprezentacija je ipak uspjela dva puta kratko procvati, osvojivši srebrnu medalju na Olimpijskim igrama 1960. i 4. mjesto na Europskom prvenstvu 1964. Najistaknutiji trijumf im je Europsko prvenstvo 1992., gdje su postali prvaci pobijedivši Nizozemsku u polufinalu, a svjetskog prvaka Njemačku u finalu. Također su uspjeli osvojiti Kupa Konfederacija 1995. godine, pobijedivši Argentinu u finalu,  rezultatom 2-0. Njihov najbolji rezultat na Svjetskom prvenstvu ostvaren je 1998., gdje su tijesno izgubili u četvrtfinalu protiv Brazila.

## Povijest
Reprezentacija koja je svijetu ponudila veliki broj istinskih klasa prvi je put nastupila na SP-u 1986. u Meksiku, ali je unatoč trima pobjedama u skupini natjecanje završila tek na devetom mjestu, nakon nokauta od Španjolaca u osmini finala (5:1). 
Danska je 1992. osvojila EP u Švedskoj, iako se na natjecanje zapravo, rezultatski kroz kvalifikacije, i nije plasirala. Reprezentacija je na Europsko prvenstvo otišla praktički bez dana treninga i priprema i bez svog najboljeg igrača, Michaela Laudrupa.
Na sljedećem Svjetskom prvenstvu, u Francuskoj 1998., Danci su bili smješteni u grupu zajedno s domaćinom tadašnjeg i nadolazećeg SP-a, te Saudijskom Arabijom, protiv koje su ubilježili jedinu pobjedu. Uz remi protiv Južnoafričke Republike te neizbježni poraz od furioznih Tricolora, bilo je to dovoljno za prolazak u osminu finala gdje su neočekivano lako nadigrali Nigerijce (4:1). Ipak, među završnom osmoricom su zapeli poslije poraza od Brazila, u kojemu su fenomenalnu partiju pružila braća Laudrup. Četiri godine kasnije, u Japanu i Južnoj Koreji, Danska je iznenađujuće bila najbolja u skupini s Francuskom, Senegalom i Urugvajem, a pobjedom u posljednjem kolu izbacili su s turnira aktualne svjetske prvake. Bod im je otkinuo tek drugoplasirani Senegal, ali odlične partije iz grupe izgubile su na vrijednosti nakon što su bez ispaljenog metka pali protiv Engleza s uvjerljivih 0:3. Danci su odlazak na sljedeće Svjestko prvenstvo, u Južnoj Africi, izborili osvajanjem skupine 1 europskih kvalifikacija, u kojoj su završili ispred Portugala, Švedske, Mađarske, Albanije i Malte. Međutim, SP 2010. donijelo je veliko razočaranje, jer je reprezentacija ispala u ne baš teškoj skupini s Nizozemskom, Kamerunom i Japanom, završivši treća, iza budućih svjetskih doprvaka Nizozemaca, i Japana.

## Trenutačni sastav
Danski izbornik objavio je konačni popis igrača za Svjetsko prvenstvo 2022. 10. studenog 2022.
Nastupi i golovi zadnji put su ažurirani 25. rujna 2022. nakon utakmice protiv Francuske.
| 0#0 | Poz. | Igrač                 | Datum rođenja (dob) | Nastupi | Golovi | Klub                |
| --- | ---- | --------------------- | ------------------- | ------- | ------ | ------------------- |
| 1   | G    | Kasper Schmeichel     | 5. studenoga 1986.  | 86      | 0      | Nice                |
| 2   | B    | Joachim Andersen      | 31. svibnja 1996.   | 19      | 0      | Crystal Palace      |
| 3   | B    | Victor Nelsson        | 14. listopada 1998. | 7       | 0      | Galatasaray         |
| 4   | B    | Simon Kjær (kapetan)  | 26. ožujka 1989.    | 121     | 5      | Milan               |
| 5   | B    | Joakim Mæhle          | 20. svibnja 1997.   | 31      | 9      | Atalanta            |
| 6   | B    | Andreas Christensen   | 10. travnja 1996.   | 58      | 2      | Barcelona           |
| 7   | V    | Mathias Jensen        | 1. siječnja 1996.   | 20      | 1      | Brentford           |
| 8   | V    | Thomas Delaney        | 3. rujna 1991.      | 71      | 7      | Sevilla             |
| 9   | N    | Martin Braithwaite    | 5. lipnja 1991.     | 62      | 10     | Espanyol            |
| 10  | V    | Christian Eriksen     | 14. veljače 1992.   | 117     | 39     | Manchester United   |
| 11  | V    | Andreas Skov Olsen    | 29. prosinca 1999.  | 23      | 8      | Club Brugge         |
| 12  | N    | Kasper Dolberg        | 6. listopada 1997.  | 37      | 11     | Sevilla             |
| 13  | B    | Rasmus Kristensen     | 11. srpnja 1997.    | 10      | 0      | Leeds United        |
| 14  | V    | Mikkel Damsgaard      | 3. srpnja 2000.     | 18      | 4      | Brentford           |
| 15  | V    | Christian Nørgaard    | 10. ožujka 1994.    | 17      | 1      | Brentford           |
| 16  | G    | Oliver Christensen    | 22. ožujka 1999.    | 1       | 0      | Hertha BSC          |
| 17  | B    | Jens Stryger Larsen   | 21. veljače 1991.   | 49      | 3      | Trabzonspor         |
| 18  | B    | Daniel Wass           | 31. svibnja 1989.   | 44      | 1      | Brøndby             |
| 19  | N    | Jonas Wind            | 7. veljače 1999.    | 15      | 5      | VfL Wolfsburg       |
| 20  | N    | Yussuf Poulsen        | 15. lipnja 1994.    | 68      | 11     | RB Leipzig          |
| 21  | N    | Andreas Cornelius     | 16. ožujka 1993.    | 41      | 9      | København           |
| 22  | G    | Frederik Rønnow       | 4. kolovoza 1992.   | 8       | 0      | Union Berlin        |
| 23  | V    | Pierre-Emile Højbjerg | 5. kolovoza 1995.   | 60      | 5      | Tottenham Hotspur   |
| 24  | V    | Robert Skov           | 20. svibnja 1996.   | 11      | 5      | 1899 Hoffenheim     |
| 25  | V    | Jesper Lindstrøm      | 29. veljače 2000.   | 6       | 1      | Eintracht Frankfurt |
| 26  | B    | Alexander Bah         | 9. prosinca 1997.   | 4       | 1      | Benfica             |

## Statistike

### Igrači s najviše nastupa
| Broj | Igrač              | Godine           | Nastupi | Golovi |
| ---- | ------------------ | ---------------- | ------- | ------ |
| 1    | Peter Schmeichel   | 1987. – 2001.    | 129     | 1      |
| 2    | Dennis Rommedahl   | 2000. – 2014.    | 126     | 21     |
| 3    | Jon Dahl Tomasson  | 1997. – 2010.    | 112     | 52     |
| 4    | Thomas Helveg      | 1994. – 2007.    | 108     | 2      |
| 5    | Michael Laudrup    | 1982. – 1998.    | 104     | 37     |
| 06   | Morten Olsen       | 1970. – 1989.    | 102     | 4      |
| 06   | Martin Jørgensen   | 1998. – 2011.    | 102     | 12     |
| 8    | Thomas Sørensen    | 1999. – 2012.    | 101     | 0      |
| 9    | Christian Poulsen  | 2001. – 2012.    | 92      | 6      |
| 010  | Christian Eriksen* | 2010. – trenutno | 95      | 31     |
| 010  | Simon Kjær*        | 2009. – trenutno | 95      | 3      |

- Zvjezdica (*) označuje da je igrač još uvijek aktivan ili igra za nacionalni sastav.
- Broj nastupa i golova unesen poslije utakmice sa Irskom: 18. studenog 2019.

### Igrači s najviše golova
| Broj | Igrač                | Godine           | Golovi | Nastupi |
| ---- | -------------------- | ---------------- | ------ | ------- |
| 01   | Jon Dahl Tomasson    | 1997. – 2010.    | 52     | 112     |
| 01   | Poul Nielsen         | 1910. – 1925.    | 52     | 38      |
| 3    | Pauli Jørgensen      | 1925. – 1939.    | 44     | 47      |
| 4    | Ole Madsen           | 1958. – 1969.    | 42     | 50      |
| 5    | Preben Elkjær Larsen | 1977. – 1988.    | 38     | 69      |
| 6    | Michael Laudrup      | 1982. – 1998.    | 37     | 104     |
| 7    | Christian Eriksen*   | 2006. – trenutno | 31     | 95      |
| 8    | Nicklas Bendtner*    | 2006. – trenutno | 30     | 81      |
| 9    | Henning Enoksen      | 1958. – 1966.    | 29     | 54      |
| 0 10 | Michael Rohde        | 1915. – 1931.    | 22     | 40      |
| 0 10 | Ebbe Sand            | 1998. – 2004.    | 22     | 66      |

- Zvjezdica (*) označuje da je igrač još uvijek aktivan ili igra za nacionalni sastav.
- Broj nastupa i golova unesen poslije utakmice sa Irskom: 18. studenog 2019.

## Uspjesi na velikim natjecanjima
| Prvenstvo                    | Rezultat              |
| ---------------------------- | --------------------- |
| Urugvaj 1930.                | Nije sudjelovala      |
| Italija 1934.                | Nije sudjelovala      |
| Francuska 1938.              | Nije sudjelovala      |
| Brazil 1950.                 | Nije sudjelovala      |
| Švicarska 1954.              | Nije sudjelovala      |
| Švedska 1958.                | Nije se kvalificirala |
| Čile 1962.                   | Nije se kvalificirala |
| Engleska 1966.               | Nije se kvalificirala |
| Meksiko 1970.                | Nije se kvalificirala |
| SR Njemačka 1974.            | Nije se kvalificirala |
| Argentina 1978.              | Nije se kvalificirala |
| Španjolska 1982.             | Nije se kvalificirala |
| Meksiko 1986.                | Osmina finala         |
| Italija 1990.                | Nije se kvalificirala |
| SAD 1994.                    | Nije se kvalificirala |
| Francuska 1998.              | Četvrtzavršnica       |
| Južna Koreja i Japan 2002.   | Osmina finala         |
| Njemačka 2006.               | Nije se kvalificirala |
| Južnoafrička Republika 2010. | Grupna faza           |
| Brazil 2014.                 | Nije se kvalificirala |
| Rusija 2018.                 | Osmina finala         |
| Katar 2022.                  | 1. krug               |

| Prvenstvo                  | Rezultat              |
| -------------------------- | --------------------- |
| Francuska 1960.            | Nije se kvalificirala |
| Španjolska 1964.           | 000000Četvrto mjesto  |
| Italija 1968.              | Nije se kvalificirala |
| Belgija 1972.              | Nije se kvalificirala |
| Jugoslavija 1976.          | Nije se kvalificirala |
| Italija 1980.              | Nije se kvalificirala |
| Francuska 1984.            | 0000000Treće mjesto   |
| SR Njemačka 1988.          | Grupna faza           |
| Švedska 1992.              | 0000000000Prvaci      |
| Engleska 1996.             | Grupna faza           |
| Belgija i Nizozemska 2000. | Grupna faza           |
| Portugal 2004.             | Četvrtzavršnica       |
| Austrija i Švicarska 2008. | Nije se kvalificirala |
| Poljska i Ukrajina 2012.   | Grupna faza           |
| Francuska 2016.            | Nije se kvalificirala |
| Europa 2020.               | Polufinale            |

## Poznati igrači
- Henrik Andersen
- Frank Arnesen
- Lars Bastrup
- Klaus Berggreen
- Ole Bjørnmose
- Harald Bohr
- Kim Christofte
- Preben Elkjær Larsen
- Lars Elstrup
- Jan Heintze
- Henning Jensen
- John Jensen
- Henrik Larsen
- Brian Laudrup
- Michael Laudrup
- Sören Lerby
- Jesper Olsen
- Morten Olsen
- Flemming Povlsen
- Per Røntved
- Ebbe Sand
- Peter Schmeichel
- Allan Simonsen
- John Sivebæk
- Stig Tøfting

### Najbolji igrači svih vremena
U studenom 2006., Danski nogometni savez nominirao je osam danskih reprezentativnih nogometaša za nagradu "Najbolji danski nogometaš svih vremena". Imenovani igrači su Morten Olsen, Henning Jensen, Allan Simonsen, Preben Elkjær, Michael Laudrup, Brian Laudrup, Peter Schmeichel, i Jon Dahl Tomasson. Dobitnik nagrade je odlučen javnim glasovanjem kojeg je organizirala danska televizija, a Michael Laudrup je završio kao čisti pobjednik, s 58% glasova.

## Vanjske poveznice
- Službene stranice  Arhivirana inačica izvorne stranice od 26. prosinca 2008. (Wayback Machine)
- Službene stranice  Arhivirana inačica izvorne stranice od 26. ožujka 2010. (Wayback Machine)
- De Danske Roligans
- Nogometne statistike